# Équation comptable fondamentale
L'équation comptable fondamentale est le principe de base en comptabilité financière selon lequel le total des actifs  équivaut au total des passifs et des capitaux propres.  
[pas clair]